# Lykandos
Lykandos (in greco Λυκανδός?) è stata una provincia civile-militare (o thema) dell'Impero bizantino, nota come Thema di Lykandos, nel X–XI secolo.

## Storia
La fortezza di Lykandos era ubicata nella regione corrispondente all'odierno Elbistan nella Turchia sudorientale, presso la catena montuosa dell'Anti-Tauro. Nel 903, l'armeno Mleh (Melias nelle fonti greche) si insediò in quel luogo, stabilendovi un dominio quasi autonomo. La regione era di importanza strategica critica, poiché giaceva lungo la zona di frontiera tra i Bizantini e gli emirati musulmani di Siria e Mesopotamia, e inoltre permetteva il controllo dei principali percorsi che, attraverso le montagne, conducevano nell'Anatolia bizantina. Nel 905, tuttavia, Melias fu espulso dall'Impero bizantino (insieme ad altri nobili armeni) in quanto coinvolto nella rivolta fallita di Andronico Ducas contro l'Imperatore Leone VI il Saggio (r. 886–912). Richiamato nel 908, il suo dominio fu formalmente riconosciuto da Leone tramite la sua elevazione al rango di kleisourarches di Lykandos. A Melias fu affidato il compito di rifortificare la fortezza, che giaceva in rovina, e ripopolare e munire di guarnigioni il distretto, che era disabitato. Melias riuscì nei compiti affidategli: la regione, in grado di fornire uomini e cavalli e "abbondante di pascoli" secondo il De administrando imperio di Costantino Porfirogenito, fu ripopolata con Armeni, e in breve tempo Melias riuscì ad espandere il suo controllo anche sui limitrofi distretti di montagna di Tzamandos e di Symposion.
Fonti arabe attestano chiaramente che la nuova provincia in espansione costituiva una minaccia diretta soprattutto al limitrofo emirato di Melitene. Un vigoroso assalto arabo fu sferrato contro Lykandos nel 909 ma senza troppo successo, riuscendo unicamente a rivendicare alcune posizioni di frontiera, mentre nel 915, le truppe di Melias devastarono il territorio arabo fino a Germanikeia (odierna Kahramanmaraş). L'importanza di Lykandos e i successi del suo comandante furono riconosciuti, e a partire dal 916, era stato elevato al rango di thema a pieno titolo. Gli storici moderni considerano la promozione di Melias e del distretto sotto la sua giurisdizione un espediente politico per controbilanciare il potere di Costantino Ducas nel limitrofo thema di Charsianon, ma, a prescindere dagli eventuali calcoli politici a breve termine, il thema di Lykandos sopravvisse a lungo.
Sulla base delle abbondanti testimonianze sigillografiche, si ritiene che Lykandos fosse organizzato allo stesso modo degli altri themata. Amministrativamente, era spesso unita insieme ai themata limitrofi di Melitene e Tzamandos. Non sembra aver costituito sede vescovile.
Nel 917 le truppe di Lykandos parteciparono alla disastrosa campagna contro la Bulgaria che culminò nella Battaglia di Anchialo. Le truppe del thema rivestirono un ruolo importante nelle guerre arabo-bizantine di inizio e metà X secolo, in particolar modo nel corso della campagna di Giovanni Curcuas, che espanse la frontiera imperiale a oriente fino all'Eufrate e in Armenia e in Siria, nonché nelle guerre civili di fine X secolo.
Negli anni sessanta del X secolo, il magnate Eustazio Maleinos, che già dominava il Charsianon, estese la sua influenza anche su Lykandos. Intorno al 969, Maleinos fu addirittura per un certo periodo strategos (governatore militare) sia di Lykandos sia dell'appena espugnata città di Antiochia di Siria. Questa situazione è attestata anche negli anni successivi, mentre a metà dell'XI secolo il governatorato di Lykandos sembrerebbe essere stato detenuto in tandem con la carica di Catapano di Melitene.
L'area fu perduta dai Bizantini in seguito alla Battaglia di Manzikert nel 1071, conquistata dai Turchi Selgiuchidi, ma nonostante ciò appare nella concessione formale di territorio da parte dell'Imperatore Alessio I Comneno (r. 1081–1118) a Boemondo I di Antiochia nel 1108.